# Centranthera tranquebarica
Centranthera tranquebarica är en snyltrotsväxtart som först beskrevs av Spreng., och fick sitt nu gällande namn av Elmer Drew Merrill. Centranthera tranquebarica ingår i släktet Centranthera och familjen snyltrotsväxter. Inga underarter finns listade i Catalogue of Life.